# Bonte esdoornsteltmot
De bonte esdoornsteltmot (Caloptilia hemidactylella) is een vlinder uit de familie mineermotten (Gracillariidae). De wetenschappelijke naam is voor het eerst geldig gepubliceerd in 1775 door Denis & Schiffermüller.
De soort komt voor in Europa.